# Satisfactory
Satisfactory est un jeu vidéo de simulation et de construction en vue à la première personne dans un monde ouvert développé par Coffee Stain Studios, créateur de Goat Simulator. Le jeu est sorti le 19 mars 2019 en accès anticipé sur Windows, tandis que la version 1.0 est sortie le 10 septembre 2024. Il est jouable en solo ou en coopération de deux à quatre joueurs. Le jeu pourrait s'apparenter à un remake de Factorio. Le but du jeu est d'explorer une planète, de construire, d'automatiser et de gérer son usine.

## Système de jeu
Le joueur incarne une ingénieure de la société FICSIT Inc qui est larguée à bord d'une capsule sur une planète extraterrestre. Son objectif est de construire différents bâtiments et de les relier ensemble afin de créer une usine entièrement automatisée pour édifier un ascenseur spatial. Celui-ci sert par la suite à envoyer à FICSIT Inc des bien de plus en plus sophistiqués qui sont produits à partir de ressources extraites. Le joueur doit gérer sa production d’énergie, le transport, l’extraction minière pour parvenir à ses fins.

### Monde
La carte est très grande et unique, elle mesure environ 30 km2, soit un carré de 5,4 km sur 5,4 km[réf. nécessaire]. Elle n'est pas procédurale, c'est-à-dire qu'elle n'est pas générée aléatoirement.
Elle dispose de plusieurs biomes et plusieurs terrains (désert, montagnes, forêts, grottes, etc.). Ce paysage ne peut pas être modifié ni déformé.
Il existe un cycle jour/nuit.
Au départ, le jeu laisse le choix au joueur de commencer sur l'un de ces 4 biomes : 
- Champ d'herbes : grande zone assez plane et avec une biomasse diversifiée permettant de construire facilement ;
- Désert rocheux : biome aride de taille moyenne mais avec une biomasse limitée ;
- Forêt nordique : région montagneuse relativement petite avec de la biomasse assez commune.
- Désert de dune : grande région aride avec beaucoup de dunes de sable avec une biomasse limitée.

### Faune et flore
La faune et la flore du monde de Satisfactory sont diverses et variées. Nous y retrouvons des créatures pouvant être hostiles, ainsi qu'un grand nombre de végétaux dont certains serviront aux joueurs en tant que carburant pour la production d'énergie et d'autres à reprendre de la vie.

### Bâtiments
Satisfactory dispose d'une multitude de bâtiments afin de créer l'usine entièrement automatisée. Ces bâtiments sont classés par famille et par utilité : 
| Classes / sous classes               | Classes / sous classes               | Classes / sous classes               | Classes / sous classes               | Classes / sous classes               | Nom des bâtiments | Nom des bâtiments | Nom des bâtiments | Nom des bâtiments | Nom des bâtiments | Nom des bâtiments | Nom des bâtiments | Nom des bâtiments | Nom des bâtiments | Nom des bâtiments | Nom des bâtiments | Nom des bâtiments | Nom des bâtiments | Nom des bâtiments | Nom des bâtiments | Nom des bâtiments | Nom des bâtiments | Nom des bâtiments | Nom des bâtiments | Nom des bâtiments | Nom des bâtiments | Nom des bâtiments | Nom des bâtiments | Nom des bâtiments | Nom des bâtiments |
| ------------------------------------ | ------------------------------------ | ------------------------------------ | ------------------------------------ | ------------------------------------ | --- | --- | --- | --- | --- | --- | --- | --- | --- | --- | --- | --- | --- | --- | --- | --- | --- | --- | --- | --- | --- | --- | --- | --- | --- |
| Spécial                              | Spécial                              | Spécial                              | Spécial                              | Spécial                              | Le HUB, M.A.M, Ascenseur orbital, Broyeur et Magasin A.W.E.S.O.M.E | Le HUB, M.A.M, Ascenseur orbital, Broyeur et Magasin A.W.E.S.O.M.E | Le HUB, M.A.M, Ascenseur orbital, Broyeur et Magasin A.W.E.S.O.M.E | Le HUB, M.A.M, Ascenseur orbital, Broyeur et Magasin A.W.E.S.O.M.E | Le HUB, M.A.M, Ascenseur orbital, Broyeur et Magasin A.W.E.S.O.M.E | Le HUB, M.A.M, Ascenseur orbital, Broyeur et Magasin A.W.E.S.O.M.E | Le HUB, M.A.M, Ascenseur orbital, Broyeur et Magasin A.W.E.S.O.M.E | Le HUB, M.A.M, Ascenseur orbital, Broyeur et Magasin A.W.E.S.O.M.E | Le HUB, M.A.M, Ascenseur orbital, Broyeur et Magasin A.W.E.S.O.M.E | Le HUB, M.A.M, Ascenseur orbital, Broyeur et Magasin A.W.E.S.O.M.E | Le HUB, M.A.M, Ascenseur orbital, Broyeur et Magasin A.W.E.S.O.M.E | Le HUB, M.A.M, Ascenseur orbital, Broyeur et Magasin A.W.E.S.O.M.E | Le HUB, M.A.M, Ascenseur orbital, Broyeur et Magasin A.W.E.S.O.M.E | Le HUB, M.A.M, Ascenseur orbital, Broyeur et Magasin A.W.E.S.O.M.E | Le HUB, M.A.M, Ascenseur orbital, Broyeur et Magasin A.W.E.S.O.M.E | Le HUB, M.A.M, Ascenseur orbital, Broyeur et Magasin A.W.E.S.O.M.E | Le HUB, M.A.M, Ascenseur orbital, Broyeur et Magasin A.W.E.S.O.M.E | Le HUB, M.A.M, Ascenseur orbital, Broyeur et Magasin A.W.E.S.O.M.E | Le HUB, M.A.M, Ascenseur orbital, Broyeur et Magasin A.W.E.S.O.M.E | Le HUB, M.A.M, Ascenseur orbital, Broyeur et Magasin A.W.E.S.O.M.E | Le HUB, M.A.M, Ascenseur orbital, Broyeur et Magasin A.W.E.S.O.M.E | Le HUB, M.A.M, Ascenseur orbital, Broyeur et Magasin A.W.E.S.O.M.E | Le HUB, M.A.M, Ascenseur orbital, Broyeur et Magasin A.W.E.S.O.M.E | Le HUB, M.A.M, Ascenseur orbital, Broyeur et Magasin A.W.E.S.O.M.E | Le HUB, M.A.M, Ascenseur orbital, Broyeur et Magasin A.W.E.S.O.M.E |
| Production                           | Façoneuses                           | Façoneuses                           | Façoneuses                           | Façoneuses                           | Constructeur, Assembleuse, Façonneuse, Packageur, Raffinerie, Mélangeur, Accélérateur de particules, Encodeur quantique, Convertisseur                                                                                        | Constructeur, Assembleuse, Façonneuse, Packageur, Raffinerie, Mélangeur, Accélérateur de particules, Encodeur quantique, Convertisseur                                                                                        | Constructeur, Assembleuse, Façonneuse, Packageur, Raffinerie, Mélangeur, Accélérateur de particules, Encodeur quantique, Convertisseur                                                                                        | Constructeur, Assembleuse, Façonneuse, Packageur, Raffinerie, Mélangeur, Accélérateur de particules, Encodeur quantique, Convertisseur                                                                                        | Constructeur, Assembleuse, Façonneuse, Packageur, Raffinerie, Mélangeur, Accélérateur de particules, Encodeur quantique, Convertisseur                                                                                        | Constructeur, Assembleuse, Façonneuse, Packageur, Raffinerie, Mélangeur, Accélérateur de particules, Encodeur quantique, Convertisseur                                                                                        | Constructeur, Assembleuse, Façonneuse, Packageur, Raffinerie, Mélangeur, Accélérateur de particules, Encodeur quantique, Convertisseur                                                                                        | Constructeur, Assembleuse, Façonneuse, Packageur, Raffinerie, Mélangeur, Accélérateur de particules, Encodeur quantique, Convertisseur                                                                                        | Constructeur, Assembleuse, Façonneuse, Packageur, Raffinerie, Mélangeur, Accélérateur de particules, Encodeur quantique, Convertisseur                                                                                        | Constructeur, Assembleuse, Façonneuse, Packageur, Raffinerie, Mélangeur, Accélérateur de particules, Encodeur quantique, Convertisseur                                                                                        | Constructeur, Assembleuse, Façonneuse, Packageur, Raffinerie, Mélangeur, Accélérateur de particules, Encodeur quantique, Convertisseur                                                                                        | Constructeur, Assembleuse, Façonneuse, Packageur, Raffinerie, Mélangeur, Accélérateur de particules, Encodeur quantique, Convertisseur                                                                                        | Constructeur, Assembleuse, Façonneuse, Packageur, Raffinerie, Mélangeur, Accélérateur de particules, Encodeur quantique, Convertisseur                                                                                        | Constructeur, Assembleuse, Façonneuse, Packageur, Raffinerie, Mélangeur, Accélérateur de particules, Encodeur quantique, Convertisseur                                                                                        | Constructeur, Assembleuse, Façonneuse, Packageur, Raffinerie, Mélangeur, Accélérateur de particules, Encodeur quantique, Convertisseur                                                                                        | Constructeur, Assembleuse, Façonneuse, Packageur, Raffinerie, Mélangeur, Accélérateur de particules, Encodeur quantique, Convertisseur                                                                                        | Constructeur, Assembleuse, Façonneuse, Packageur, Raffinerie, Mélangeur, Accélérateur de particules, Encodeur quantique, Convertisseur                                                                                        | Constructeur, Assembleuse, Façonneuse, Packageur, Raffinerie, Mélangeur, Accélérateur de particules, Encodeur quantique, Convertisseur                                                                                        | Constructeur, Assembleuse, Façonneuse, Packageur, Raffinerie, Mélangeur, Accélérateur de particules, Encodeur quantique, Convertisseur                                                                                        | Constructeur, Assembleuse, Façonneuse, Packageur, Raffinerie, Mélangeur, Accélérateur de particules, Encodeur quantique, Convertisseur                                                                                        | Constructeur, Assembleuse, Façonneuse, Packageur, Raffinerie, Mélangeur, Accélérateur de particules, Encodeur quantique, Convertisseur                                                                                        | Constructeur, Assembleuse, Façonneuse, Packageur, Raffinerie, Mélangeur, Accélérateur de particules, Encodeur quantique, Convertisseur                                                                                        | Constructeur, Assembleuse, Façonneuse, Packageur, Raffinerie, Mélangeur, Accélérateur de particules, Encodeur quantique, Convertisseur                                                                                        | Constructeur, Assembleuse, Façonneuse, Packageur, Raffinerie, Mélangeur, Accélérateur de particules, Encodeur quantique, Convertisseur                                                                                        | Constructeur, Assembleuse, Façonneuse, Packageur, Raffinerie, Mélangeur, Accélérateur de particules, Encodeur quantique, Convertisseur                                                                                        |
| Production                           | Fonderies                            | Fonderies                            | Fonderies                            | Fonderies                            | Fonderie, Fonderie Avancée | Fonderie, Fonderie Avancée | Fonderie, Fonderie Avancée | Fonderie, Fonderie Avancée | Fonderie, Fonderie Avancée | Fonderie, Fonderie Avancée | Fonderie, Fonderie Avancée | Fonderie, Fonderie Avancée | Fonderie, Fonderie Avancée | Fonderie, Fonderie Avancée | Fonderie, Fonderie Avancée | Fonderie, Fonderie Avancée | Fonderie, Fonderie Avancée | Fonderie, Fonderie Avancée | Fonderie, Fonderie Avancée | Fonderie, Fonderie Avancée | Fonderie, Fonderie Avancée | Fonderie, Fonderie Avancée | Fonderie, Fonderie Avancée | Fonderie, Fonderie Avancée | Fonderie, Fonderie Avancée | Fonderie, Fonderie Avancée | Fonderie, Fonderie Avancée | Fonderie, Fonderie Avancée | Fonderie, Fonderie Avancée |
| Production                           | Foreuses                             | Foreuses                             | Foreuses                             | Foreuses                             | Foreuse (Mk.1 à Mk.3) | Foreuse (Mk.1 à Mk.3) | Foreuse (Mk.1 à Mk.3) | Foreuse (Mk.1 à Mk.3) | Foreuse (Mk.1 à Mk.3) | Foreuse (Mk.1 à Mk.3) | Foreuse (Mk.1 à Mk.3) | Foreuse (Mk.1 à Mk.3) | Foreuse (Mk.1 à Mk.3) | Foreuse (Mk.1 à Mk.3) | Foreuse (Mk.1 à Mk.3) | Foreuse (Mk.1 à Mk.3) | Foreuse (Mk.1 à Mk.3) | Foreuse (Mk.1 à Mk.3) | Foreuse (Mk.1 à Mk.3) | Foreuse (Mk.1 à Mk.3) | Foreuse (Mk.1 à Mk.3) | Foreuse (Mk.1 à Mk.3) | Foreuse (Mk.1 à Mk.3) | Foreuse (Mk.1 à Mk.3) | Foreuse (Mk.1 à Mk.3) | Foreuse (Mk.1 à Mk.3) | Foreuse (Mk.1 à Mk.3) | Foreuse (Mk.1 à Mk.3) | Foreuse (Mk.1 à Mk.3) |
| Production                           | Extracteurs de fluides               | Extracteurs de fluides               | Extracteurs de fluides               | Extracteurs de fluides               | Pompe à eau et a pétrole, Pressuriseur, Extracteur de puits de ressources | Pompe à eau et a pétrole, Pressuriseur, Extracteur de puits de ressources | Pompe à eau et a pétrole, Pressuriseur, Extracteur de puits de ressources | Pompe à eau et a pétrole, Pressuriseur, Extracteur de puits de ressources | Pompe à eau et a pétrole, Pressuriseur, Extracteur de puits de ressources | Pompe à eau et a pétrole, Pressuriseur, Extracteur de puits de ressources | Pompe à eau et a pétrole, Pressuriseur, Extracteur de puits de ressources | Pompe à eau et a pétrole, Pressuriseur, Extracteur de puits de ressources | Pompe à eau et a pétrole, Pressuriseur, Extracteur de puits de ressources | Pompe à eau et a pétrole, Pressuriseur, Extracteur de puits de ressources | Pompe à eau et a pétrole, Pressuriseur, Extracteur de puits de ressources | Pompe à eau et a pétrole, Pressuriseur, Extracteur de puits de ressources | Pompe à eau et a pétrole, Pressuriseur, Extracteur de puits de ressources | Pompe à eau et a pétrole, Pressuriseur, Extracteur de puits de ressources | Pompe à eau et a pétrole, Pressuriseur, Extracteur de puits de ressources | Pompe à eau et a pétrole, Pressuriseur, Extracteur de puits de ressources | Pompe à eau et a pétrole, Pressuriseur, Extracteur de puits de ressources | Pompe à eau et a pétrole, Pressuriseur, Extracteur de puits de ressources | Pompe à eau et a pétrole, Pressuriseur, Extracteur de puits de ressources | Pompe à eau et a pétrole, Pressuriseur, Extracteur de puits de ressources | Pompe à eau et a pétrole, Pressuriseur, Extracteur de puits de ressources | Pompe à eau et a pétrole, Pressuriseur, Extracteur de puits de ressources | Pompe à eau et a pétrole, Pressuriseur, Extracteur de puits de ressources | Pompe à eau et a pétrole, Pressuriseur, Extracteur de puits de ressources | Pompe à eau et a pétrole, Pressuriseur, Extracteur de puits de ressources |
| Production                           | Postes de travail                    | Postes de travail                    | Postes de travail                    | Postes de travail                    | Etabli, Atelier d'équipement | Etabli, Atelier d'équipement | Etabli, Atelier d'équipement | Etabli, Atelier d'équipement | Etabli, Atelier d'équipement | Etabli, Atelier d'équipement | Etabli, Atelier d'équipement | Etabli, Atelier d'équipement | Etabli, Atelier d'équipement | Etabli, Atelier d'équipement | Etabli, Atelier d'équipement | Etabli, Atelier d'équipement | Etabli, Atelier d'équipement | Etabli, Atelier d'équipement | Etabli, Atelier d'équipement | Etabli, Atelier d'équipement | Etabli, Atelier d'équipement | Etabli, Atelier d'équipement | Etabli, Atelier d'équipement | Etabli, Atelier d'équipement | Etabli, Atelier d'équipement | Etabli, Atelier d'équipement | Etabli, Atelier d'équipement | Etabli, Atelier d'équipement | Etabli, Atelier d'équipement |
| Alimentation                         | Générateurs                          | Générateurs                          | Générateurs                          | Générateurs                          | Brûleur de biomasse, Générateur à charbon, Générateur à carburant, Générateur géothermique, Centrale nucléaire, Onduleur | Brûleur de biomasse, Générateur à charbon, Générateur à carburant, Générateur géothermique, Centrale nucléaire, Onduleur | Brûleur de biomasse, Générateur à charbon, Générateur à carburant, Générateur géothermique, Centrale nucléaire, Onduleur | Brûleur de biomasse, Générateur à charbon, Générateur à carburant, Générateur géothermique, Centrale nucléaire, Onduleur | Brûleur de biomasse, Générateur à charbon, Générateur à carburant, Générateur géothermique, Centrale nucléaire, Onduleur | Brûleur de biomasse, Générateur à charbon, Générateur à carburant, Générateur géothermique, Centrale nucléaire, Onduleur | Brûleur de biomasse, Générateur à charbon, Générateur à carburant, Générateur géothermique, Centrale nucléaire, Onduleur | Brûleur de biomasse, Générateur à charbon, Générateur à carburant, Générateur géothermique, Centrale nucléaire, Onduleur | Brûleur de biomasse, Générateur à charbon, Générateur à carburant, Générateur géothermique, Centrale nucléaire, Onduleur | Brûleur de biomasse, Générateur à charbon, Générateur à carburant, Générateur géothermique, Centrale nucléaire, Onduleur | Brûleur de biomasse, Générateur à charbon, Générateur à carburant, Générateur géothermique, Centrale nucléaire, Onduleur | Brûleur de biomasse, Générateur à charbon, Générateur à carburant, Générateur géothermique, Centrale nucléaire, Onduleur | Brûleur de biomasse, Générateur à charbon, Générateur à carburant, Générateur géothermique, Centrale nucléaire, Onduleur | Brûleur de biomasse, Générateur à charbon, Générateur à carburant, Générateur géothermique, Centrale nucléaire, Onduleur | Brûleur de biomasse, Générateur à charbon, Générateur à carburant, Générateur géothermique, Centrale nucléaire, Onduleur | Brûleur de biomasse, Générateur à charbon, Générateur à carburant, Générateur géothermique, Centrale nucléaire, Onduleur | Brûleur de biomasse, Générateur à charbon, Générateur à carburant, Générateur géothermique, Centrale nucléaire, Onduleur | Brûleur de biomasse, Générateur à charbon, Générateur à carburant, Générateur géothermique, Centrale nucléaire, Onduleur | Brûleur de biomasse, Générateur à charbon, Générateur à carburant, Générateur géothermique, Centrale nucléaire, Onduleur | Brûleur de biomasse, Générateur à charbon, Générateur à carburant, Générateur géothermique, Centrale nucléaire, Onduleur | Brûleur de biomasse, Générateur à charbon, Générateur à carburant, Générateur géothermique, Centrale nucléaire, Onduleur | Brûleur de biomasse, Générateur à charbon, Générateur à carburant, Générateur géothermique, Centrale nucléaire, Onduleur | Brûleur de biomasse, Générateur à charbon, Générateur à carburant, Générateur géothermique, Centrale nucléaire, Onduleur | Brûleur de biomasse, Générateur à charbon, Générateur à carburant, Générateur géothermique, Centrale nucléaire, Onduleur | Brûleur de biomasse, Générateur à charbon, Générateur à carburant, Générateur géothermique, Centrale nucléaire, Onduleur |
| Alimentation                         | Attaches                             | Attaches                             | Attaches                             | Attaches                             | Lignes électriques, Poteau et prise murale électrique (Mk.1 à Mk.3), Interrupteur | Lignes électriques, Poteau et prise murale électrique (Mk.1 à Mk.3), Interrupteur | Lignes électriques, Poteau et prise murale électrique (Mk.1 à Mk.3), Interrupteur | Lignes électriques, Poteau et prise murale électrique (Mk.1 à Mk.3), Interrupteur | Lignes électriques, Poteau et prise murale électrique (Mk.1 à Mk.3), Interrupteur | Lignes électriques, Poteau et prise murale électrique (Mk.1 à Mk.3), Interrupteur | Lignes électriques, Poteau et prise murale électrique (Mk.1 à Mk.3), Interrupteur | Lignes électriques, Poteau et prise murale électrique (Mk.1 à Mk.3), Interrupteur | Lignes électriques, Poteau et prise murale électrique (Mk.1 à Mk.3), Interrupteur | Lignes électriques, Poteau et prise murale électrique (Mk.1 à Mk.3), Interrupteur | Lignes électriques, Poteau et prise murale électrique (Mk.1 à Mk.3), Interrupteur | Lignes électriques, Poteau et prise murale électrique (Mk.1 à Mk.3), Interrupteur | Lignes électriques, Poteau et prise murale électrique (Mk.1 à Mk.3), Interrupteur | Lignes électriques, Poteau et prise murale électrique (Mk.1 à Mk.3), Interrupteur | Lignes électriques, Poteau et prise murale électrique (Mk.1 à Mk.3), Interrupteur | Lignes électriques, Poteau et prise murale électrique (Mk.1 à Mk.3), Interrupteur | Lignes électriques, Poteau et prise murale électrique (Mk.1 à Mk.3), Interrupteur | Lignes électriques, Poteau et prise murale électrique (Mk.1 à Mk.3), Interrupteur | Lignes électriques, Poteau et prise murale électrique (Mk.1 à Mk.3), Interrupteur | Lignes électriques, Poteau et prise murale électrique (Mk.1 à Mk.3), Interrupteur | Lignes électriques, Poteau et prise murale électrique (Mk.1 à Mk.3), Interrupteur | Lignes électriques, Poteau et prise murale électrique (Mk.1 à Mk.3), Interrupteur | Lignes électriques, Poteau et prise murale électrique (Mk.1 à Mk.3), Interrupteur | Lignes électriques, Poteau et prise murale électrique (Mk.1 à Mk.3), Interrupteur | Lignes électriques, Poteau et prise murale électrique (Mk.1 à Mk.3), Interrupteur |
| Logistique                           | Convoyeurs                           | Convoyeurs                           | Convoyeurs                           | Convoyeurs                           | Convoyeur simple et vertical (Mk.1 à Mk.6) et ses divers supports | Convoyeur simple et vertical (Mk.1 à Mk.6) et ses divers supports | Convoyeur simple et vertical (Mk.1 à Mk.6) et ses divers supports | Convoyeur simple et vertical (Mk.1 à Mk.6) et ses divers supports | Convoyeur simple et vertical (Mk.1 à Mk.6) et ses divers supports | Convoyeur simple et vertical (Mk.1 à Mk.6) et ses divers supports | Convoyeur simple et vertical (Mk.1 à Mk.6) et ses divers supports | Convoyeur simple et vertical (Mk.1 à Mk.6) et ses divers supports | Convoyeur simple et vertical (Mk.1 à Mk.6) et ses divers supports | Convoyeur simple et vertical (Mk.1 à Mk.6) et ses divers supports | Convoyeur simple et vertical (Mk.1 à Mk.6) et ses divers supports | Convoyeur simple et vertical (Mk.1 à Mk.6) et ses divers supports | Convoyeur simple et vertical (Mk.1 à Mk.6) et ses divers supports | Convoyeur simple et vertical (Mk.1 à Mk.6) et ses divers supports | Convoyeur simple et vertical (Mk.1 à Mk.6) et ses divers supports | Convoyeur simple et vertical (Mk.1 à Mk.6) et ses divers supports | Convoyeur simple et vertical (Mk.1 à Mk.6) et ses divers supports | Convoyeur simple et vertical (Mk.1 à Mk.6) et ses divers supports | Convoyeur simple et vertical (Mk.1 à Mk.6) et ses divers supports | Convoyeur simple et vertical (Mk.1 à Mk.6) et ses divers supports | Convoyeur simple et vertical (Mk.1 à Mk.6) et ses divers supports | Convoyeur simple et vertical (Mk.1 à Mk.6) et ses divers supports | Convoyeur simple et vertical (Mk.1 à Mk.6) et ses divers supports | Convoyeur simple et vertical (Mk.1 à Mk.6) et ses divers supports | Convoyeur simple et vertical (Mk.1 à Mk.6) et ses divers supports |
| Logistique                           | Pipelines                            | Pipelines                            | Pipelines                            | Pipelines                            | Pipeline (Mk.1, Mk.2) et ses divers supports, Croisement de pipeline, Pompe (Mk.1, Mk.2), Valve | Pipeline (Mk.1, Mk.2) et ses divers supports, Croisement de pipeline, Pompe (Mk.1, Mk.2), Valve | Pipeline (Mk.1, Mk.2) et ses divers supports, Croisement de pipeline, Pompe (Mk.1, Mk.2), Valve | Pipeline (Mk.1, Mk.2) et ses divers supports, Croisement de pipeline, Pompe (Mk.1, Mk.2), Valve | Pipeline (Mk.1, Mk.2) et ses divers supports, Croisement de pipeline, Pompe (Mk.1, Mk.2), Valve | Pipeline (Mk.1, Mk.2) et ses divers supports, Croisement de pipeline, Pompe (Mk.1, Mk.2), Valve | Pipeline (Mk.1, Mk.2) et ses divers supports, Croisement de pipeline, Pompe (Mk.1, Mk.2), Valve | Pipeline (Mk.1, Mk.2) et ses divers supports, Croisement de pipeline, Pompe (Mk.1, Mk.2), Valve | Pipeline (Mk.1, Mk.2) et ses divers supports, Croisement de pipeline, Pompe (Mk.1, Mk.2), Valve | Pipeline (Mk.1, Mk.2) et ses divers supports, Croisement de pipeline, Pompe (Mk.1, Mk.2), Valve | Pipeline (Mk.1, Mk.2) et ses divers supports, Croisement de pipeline, Pompe (Mk.1, Mk.2), Valve | Pipeline (Mk.1, Mk.2) et ses divers supports, Croisement de pipeline, Pompe (Mk.1, Mk.2), Valve | Pipeline (Mk.1, Mk.2) et ses divers supports, Croisement de pipeline, Pompe (Mk.1, Mk.2), Valve | Pipeline (Mk.1, Mk.2) et ses divers supports, Croisement de pipeline, Pompe (Mk.1, Mk.2), Valve | Pipeline (Mk.1, Mk.2) et ses divers supports, Croisement de pipeline, Pompe (Mk.1, Mk.2), Valve | Pipeline (Mk.1, Mk.2) et ses divers supports, Croisement de pipeline, Pompe (Mk.1, Mk.2), Valve | Pipeline (Mk.1, Mk.2) et ses divers supports, Croisement de pipeline, Pompe (Mk.1, Mk.2), Valve | Pipeline (Mk.1, Mk.2) et ses divers supports, Croisement de pipeline, Pompe (Mk.1, Mk.2), Valve | Pipeline (Mk.1, Mk.2) et ses divers supports, Croisement de pipeline, Pompe (Mk.1, Mk.2), Valve | Pipeline (Mk.1, Mk.2) et ses divers supports, Croisement de pipeline, Pompe (Mk.1, Mk.2), Valve | Pipeline (Mk.1, Mk.2) et ses divers supports, Croisement de pipeline, Pompe (Mk.1, Mk.2), Valve | Pipeline (Mk.1, Mk.2) et ses divers supports, Croisement de pipeline, Pompe (Mk.1, Mk.2), Valve | Pipeline (Mk.1, Mk.2) et ses divers supports, Croisement de pipeline, Pompe (Mk.1, Mk.2), Valve | Pipeline (Mk.1, Mk.2) et ses divers supports, Croisement de pipeline, Pompe (Mk.1, Mk.2), Valve | Pipeline (Mk.1, Mk.2) et ses divers supports, Croisement de pipeline, Pompe (Mk.1, Mk.2), Valve |
| Logistique                           | Tri en cours                         | Tri en cours                         | Tri en cours                         | Tri en cours                         | Groupeur, Répartiteur (simple, intelligent, programmable) | Groupeur, Répartiteur (simple, intelligent, programmable) | Groupeur, Répartiteur (simple, intelligent, programmable) | Groupeur, Répartiteur (simple, intelligent, programmable) | Groupeur, Répartiteur (simple, intelligent, programmable) | Groupeur, Répartiteur (simple, intelligent, programmable) | Groupeur, Répartiteur (simple, intelligent, programmable) | Groupeur, Répartiteur (simple, intelligent, programmable) | Groupeur, Répartiteur (simple, intelligent, programmable) | Groupeur, Répartiteur (simple, intelligent, programmable) | Groupeur, Répartiteur (simple, intelligent, programmable) | Groupeur, Répartiteur (simple, intelligent, programmable) | Groupeur, Répartiteur (simple, intelligent, programmable) | Groupeur, Répartiteur (simple, intelligent, programmable) | Groupeur, Répartiteur (simple, intelligent, programmable) | Groupeur, Répartiteur (simple, intelligent, programmable) | Groupeur, Répartiteur (simple, intelligent, programmable) | Groupeur, Répartiteur (simple, intelligent, programmable) | Groupeur, Répartiteur (simple, intelligent, programmable) | Groupeur, Répartiteur (simple, intelligent, programmable) | Groupeur, Répartiteur (simple, intelligent, programmable) | Groupeur, Répartiteur (simple, intelligent, programmable) | Groupeur, Répartiteur (simple, intelligent, programmable) | Groupeur, Répartiteur (simple, intelligent, programmable) | Groupeur, Répartiteur (simple, intelligent, programmable) |
| Organisation                         | Lumières                             | Lumières                             | Lumières                             | Lumières                             | Sources de lumière variées | Sources de lumière variées | Sources de lumière variées | Sources de lumière variées | Sources de lumière variées | Sources de lumière variées | Sources de lumière variées | Sources de lumière variées | Sources de lumière variées | Sources de lumière variées | Sources de lumière variées | Sources de lumière variées | Sources de lumière variées | Sources de lumière variées | Sources de lumière variées | Sources de lumière variées | Sources de lumière variées | Sources de lumière variées | Sources de lumière variées | Sources de lumière variées | Sources de lumière variées | Sources de lumière variées | Sources de lumière variées | Sources de lumière variées | Sources de lumière variées |
| Organisation                         | Écran                                | Écran                                | Écran                                | Écran                                | Écrans de différentes tailles | Écrans de différentes tailles | Écrans de différentes tailles | Écrans de différentes tailles | Écrans de différentes tailles | Écrans de différentes tailles | Écrans de différentes tailles | Écrans de différentes tailles | Écrans de différentes tailles | Écrans de différentes tailles | Écrans de différentes tailles | Écrans de différentes tailles | Écrans de différentes tailles | Écrans de différentes tailles | Écrans de différentes tailles | Écrans de différentes tailles | Écrans de différentes tailles | Écrans de différentes tailles | Écrans de différentes tailles | Écrans de différentes tailles | Écrans de différentes tailles | Écrans de différentes tailles | Écrans de différentes tailles | Écrans de différentes tailles | Écrans de différentes tailles |
| Organisation                         | Stockage                             | Stockage                             | Stockage                             | Stockage                             | Coffre (individuel, médical, "biohazard"), Conteneur (simple et industriel), Réservoir (simple et industriel), Relais de dépôt dimensionnel                                                                                   | Coffre (individuel, médical, "biohazard"), Conteneur (simple et industriel), Réservoir (simple et industriel), Relais de dépôt dimensionnel                                                                                   | Coffre (individuel, médical, "biohazard"), Conteneur (simple et industriel), Réservoir (simple et industriel), Relais de dépôt dimensionnel                                                                                   | Coffre (individuel, médical, "biohazard"), Conteneur (simple et industriel), Réservoir (simple et industriel), Relais de dépôt dimensionnel                                                                                   | Coffre (individuel, médical, "biohazard"), Conteneur (simple et industriel), Réservoir (simple et industriel), Relais de dépôt dimensionnel                                                                                   | Coffre (individuel, médical, "biohazard"), Conteneur (simple et industriel), Réservoir (simple et industriel), Relais de dépôt dimensionnel                                                                                   | Coffre (individuel, médical, "biohazard"), Conteneur (simple et industriel), Réservoir (simple et industriel), Relais de dépôt dimensionnel                                                                                   | Coffre (individuel, médical, "biohazard"), Conteneur (simple et industriel), Réservoir (simple et industriel), Relais de dépôt dimensionnel                                                                                   | Coffre (individuel, médical, "biohazard"), Conteneur (simple et industriel), Réservoir (simple et industriel), Relais de dépôt dimensionnel                                                                                   | Coffre (individuel, médical, "biohazard"), Conteneur (simple et industriel), Réservoir (simple et industriel), Relais de dépôt dimensionnel                                                                                   | Coffre (individuel, médical, "biohazard"), Conteneur (simple et industriel), Réservoir (simple et industriel), Relais de dépôt dimensionnel                                                                                   | Coffre (individuel, médical, "biohazard"), Conteneur (simple et industriel), Réservoir (simple et industriel), Relais de dépôt dimensionnel                                                                                   | Coffre (individuel, médical, "biohazard"), Conteneur (simple et industriel), Réservoir (simple et industriel), Relais de dépôt dimensionnel                                                                                   | Coffre (individuel, médical, "biohazard"), Conteneur (simple et industriel), Réservoir (simple et industriel), Relais de dépôt dimensionnel                                                                                   | Coffre (individuel, médical, "biohazard"), Conteneur (simple et industriel), Réservoir (simple et industriel), Relais de dépôt dimensionnel                                                                                   | Coffre (individuel, médical, "biohazard"), Conteneur (simple et industriel), Réservoir (simple et industriel), Relais de dépôt dimensionnel                                                                                   | Coffre (individuel, médical, "biohazard"), Conteneur (simple et industriel), Réservoir (simple et industriel), Relais de dépôt dimensionnel                                                                                   | Coffre (individuel, médical, "biohazard"), Conteneur (simple et industriel), Réservoir (simple et industriel), Relais de dépôt dimensionnel                                                                                   | Coffre (individuel, médical, "biohazard"), Conteneur (simple et industriel), Réservoir (simple et industriel), Relais de dépôt dimensionnel                                                                                   | Coffre (individuel, médical, "biohazard"), Conteneur (simple et industriel), Réservoir (simple et industriel), Relais de dépôt dimensionnel                                                                                   | Coffre (individuel, médical, "biohazard"), Conteneur (simple et industriel), Réservoir (simple et industriel), Relais de dépôt dimensionnel                                                                                   | Coffre (individuel, médical, "biohazard"), Conteneur (simple et industriel), Réservoir (simple et industriel), Relais de dépôt dimensionnel                                                                                   | Coffre (individuel, médical, "biohazard"), Conteneur (simple et industriel), Réservoir (simple et industriel), Relais de dépôt dimensionnel                                                                                   | Coffre (individuel, médical, "biohazard"), Conteneur (simple et industriel), Réservoir (simple et industriel), Relais de dépôt dimensionnel                                                                                   | Coffre (individuel, médical, "biohazard"), Conteneur (simple et industriel), Réservoir (simple et industriel), Relais de dépôt dimensionnel                                                                                   |
| Organisation                         | Tours                                | Tours                                | Tours                                | Tours                                | Tour d'observation et tour radar | Tour d'observation et tour radar | Tour d'observation et tour radar | Tour d'observation et tour radar | Tour d'observation et tour radar | Tour d'observation et tour radar | Tour d'observation et tour radar | Tour d'observation et tour radar | Tour d'observation et tour radar | Tour d'observation et tour radar | Tour d'observation et tour radar | Tour d'observation et tour radar | Tour d'observation et tour radar | Tour d'observation et tour radar | Tour d'observation et tour radar | Tour d'observation et tour radar | Tour d'observation et tour radar | Tour d'observation et tour radar | Tour d'observation et tour radar | Tour d'observation et tour radar | Tour d'observation et tour radar | Tour d'observation et tour radar | Tour d'observation et tour radar | Tour d'observation et tour radar | Tour d'observation et tour radar |
| Transports                           | Transport routier                    | Transport routier                    | Transport routier                    | Transport routier                    | Gare routière, Tracteur, Camion, Explorateur, Cyber-Wagon (véhicule ressemblant beaucoup au Cybertruck de Tesla avec des roues carrées), Héliport, Drone                                                                      | Gare routière, Tracteur, Camion, Explorateur, Cyber-Wagon (véhicule ressemblant beaucoup au Cybertruck de Tesla avec des roues carrées), Héliport, Drone                                                                      | Gare routière, Tracteur, Camion, Explorateur, Cyber-Wagon (véhicule ressemblant beaucoup au Cybertruck de Tesla avec des roues carrées), Héliport, Drone                                                                      | Gare routière, Tracteur, Camion, Explorateur, Cyber-Wagon (véhicule ressemblant beaucoup au Cybertruck de Tesla avec des roues carrées), Héliport, Drone                                                                      | Gare routière, Tracteur, Camion, Explorateur, Cyber-Wagon (véhicule ressemblant beaucoup au Cybertruck de Tesla avec des roues carrées), Héliport, Drone                                                                      | Gare routière, Tracteur, Camion, Explorateur, Cyber-Wagon (véhicule ressemblant beaucoup au Cybertruck de Tesla avec des roues carrées), Héliport, Drone                                                                      | Gare routière, Tracteur, Camion, Explorateur, Cyber-Wagon (véhicule ressemblant beaucoup au Cybertruck de Tesla avec des roues carrées), Héliport, Drone                                                                      | Gare routière, Tracteur, Camion, Explorateur, Cyber-Wagon (véhicule ressemblant beaucoup au Cybertruck de Tesla avec des roues carrées), Héliport, Drone                                                                      | Gare routière, Tracteur, Camion, Explorateur, Cyber-Wagon (véhicule ressemblant beaucoup au Cybertruck de Tesla avec des roues carrées), Héliport, Drone                                                                      | Gare routière, Tracteur, Camion, Explorateur, Cyber-Wagon (véhicule ressemblant beaucoup au Cybertruck de Tesla avec des roues carrées), Héliport, Drone                                                                      | Gare routière, Tracteur, Camion, Explorateur, Cyber-Wagon (véhicule ressemblant beaucoup au Cybertruck de Tesla avec des roues carrées), Héliport, Drone                                                                      | Gare routière, Tracteur, Camion, Explorateur, Cyber-Wagon (véhicule ressemblant beaucoup au Cybertruck de Tesla avec des roues carrées), Héliport, Drone                                                                      | Gare routière, Tracteur, Camion, Explorateur, Cyber-Wagon (véhicule ressemblant beaucoup au Cybertruck de Tesla avec des roues carrées), Héliport, Drone                                                                      | Gare routière, Tracteur, Camion, Explorateur, Cyber-Wagon (véhicule ressemblant beaucoup au Cybertruck de Tesla avec des roues carrées), Héliport, Drone                                                                      | Gare routière, Tracteur, Camion, Explorateur, Cyber-Wagon (véhicule ressemblant beaucoup au Cybertruck de Tesla avec des roues carrées), Héliport, Drone                                                                      | Gare routière, Tracteur, Camion, Explorateur, Cyber-Wagon (véhicule ressemblant beaucoup au Cybertruck de Tesla avec des roues carrées), Héliport, Drone                                                                      | Gare routière, Tracteur, Camion, Explorateur, Cyber-Wagon (véhicule ressemblant beaucoup au Cybertruck de Tesla avec des roues carrées), Héliport, Drone                                                                      | Gare routière, Tracteur, Camion, Explorateur, Cyber-Wagon (véhicule ressemblant beaucoup au Cybertruck de Tesla avec des roues carrées), Héliport, Drone                                                                      | Gare routière, Tracteur, Camion, Explorateur, Cyber-Wagon (véhicule ressemblant beaucoup au Cybertruck de Tesla avec des roues carrées), Héliport, Drone                                                                      | Gare routière, Tracteur, Camion, Explorateur, Cyber-Wagon (véhicule ressemblant beaucoup au Cybertruck de Tesla avec des roues carrées), Héliport, Drone                                                                      | Gare routière, Tracteur, Camion, Explorateur, Cyber-Wagon (véhicule ressemblant beaucoup au Cybertruck de Tesla avec des roues carrées), Héliport, Drone                                                                      | Gare routière, Tracteur, Camion, Explorateur, Cyber-Wagon (véhicule ressemblant beaucoup au Cybertruck de Tesla avec des roues carrées), Héliport, Drone                                                                      | Gare routière, Tracteur, Camion, Explorateur, Cyber-Wagon (véhicule ressemblant beaucoup au Cybertruck de Tesla avec des roues carrées), Héliport, Drone                                                                      | Gare routière, Tracteur, Camion, Explorateur, Cyber-Wagon (véhicule ressemblant beaucoup au Cybertruck de Tesla avec des roues carrées), Héliport, Drone                                                                      | Gare routière, Tracteur, Camion, Explorateur, Cyber-Wagon (véhicule ressemblant beaucoup au Cybertruck de Tesla avec des roues carrées), Héliport, Drone                                                                      |
| Transports                           | Autres                               | Autres                               | Autres                               | Autres                               | Hypertube et ses divers supports, Locomotive et wagon de fret, Gare ferroviaire et plateforme de chargement (de solide et fluide), Rails et signaux, Tremplin et coussin d'attérissage, Portail Principal, Portail Secondaire | Hypertube et ses divers supports, Locomotive et wagon de fret, Gare ferroviaire et plateforme de chargement (de solide et fluide), Rails et signaux, Tremplin et coussin d'attérissage, Portail Principal, Portail Secondaire | Hypertube et ses divers supports, Locomotive et wagon de fret, Gare ferroviaire et plateforme de chargement (de solide et fluide), Rails et signaux, Tremplin et coussin d'attérissage, Portail Principal, Portail Secondaire | Hypertube et ses divers supports, Locomotive et wagon de fret, Gare ferroviaire et plateforme de chargement (de solide et fluide), Rails et signaux, Tremplin et coussin d'attérissage, Portail Principal, Portail Secondaire | Hypertube et ses divers supports, Locomotive et wagon de fret, Gare ferroviaire et plateforme de chargement (de solide et fluide), Rails et signaux, Tremplin et coussin d'attérissage, Portail Principal, Portail Secondaire | Hypertube et ses divers supports, Locomotive et wagon de fret, Gare ferroviaire et plateforme de chargement (de solide et fluide), Rails et signaux, Tremplin et coussin d'attérissage, Portail Principal, Portail Secondaire | Hypertube et ses divers supports, Locomotive et wagon de fret, Gare ferroviaire et plateforme de chargement (de solide et fluide), Rails et signaux, Tremplin et coussin d'attérissage, Portail Principal, Portail Secondaire | Hypertube et ses divers supports, Locomotive et wagon de fret, Gare ferroviaire et plateforme de chargement (de solide et fluide), Rails et signaux, Tremplin et coussin d'attérissage, Portail Principal, Portail Secondaire | Hypertube et ses divers supports, Locomotive et wagon de fret, Gare ferroviaire et plateforme de chargement (de solide et fluide), Rails et signaux, Tremplin et coussin d'attérissage, Portail Principal, Portail Secondaire | Hypertube et ses divers supports, Locomotive et wagon de fret, Gare ferroviaire et plateforme de chargement (de solide et fluide), Rails et signaux, Tremplin et coussin d'attérissage, Portail Principal, Portail Secondaire | Hypertube et ses divers supports, Locomotive et wagon de fret, Gare ferroviaire et plateforme de chargement (de solide et fluide), Rails et signaux, Tremplin et coussin d'attérissage, Portail Principal, Portail Secondaire | Hypertube et ses divers supports, Locomotive et wagon de fret, Gare ferroviaire et plateforme de chargement (de solide et fluide), Rails et signaux, Tremplin et coussin d'attérissage, Portail Principal, Portail Secondaire | Hypertube et ses divers supports, Locomotive et wagon de fret, Gare ferroviaire et plateforme de chargement (de solide et fluide), Rails et signaux, Tremplin et coussin d'attérissage, Portail Principal, Portail Secondaire | Hypertube et ses divers supports, Locomotive et wagon de fret, Gare ferroviaire et plateforme de chargement (de solide et fluide), Rails et signaux, Tremplin et coussin d'attérissage, Portail Principal, Portail Secondaire | Hypertube et ses divers supports, Locomotive et wagon de fret, Gare ferroviaire et plateforme de chargement (de solide et fluide), Rails et signaux, Tremplin et coussin d'attérissage, Portail Principal, Portail Secondaire | Hypertube et ses divers supports, Locomotive et wagon de fret, Gare ferroviaire et plateforme de chargement (de solide et fluide), Rails et signaux, Tremplin et coussin d'attérissage, Portail Principal, Portail Secondaire | Hypertube et ses divers supports, Locomotive et wagon de fret, Gare ferroviaire et plateforme de chargement (de solide et fluide), Rails et signaux, Tremplin et coussin d'attérissage, Portail Principal, Portail Secondaire | Hypertube et ses divers supports, Locomotive et wagon de fret, Gare ferroviaire et plateforme de chargement (de solide et fluide), Rails et signaux, Tremplin et coussin d'attérissage, Portail Principal, Portail Secondaire | Hypertube et ses divers supports, Locomotive et wagon de fret, Gare ferroviaire et plateforme de chargement (de solide et fluide), Rails et signaux, Tremplin et coussin d'attérissage, Portail Principal, Portail Secondaire | Hypertube et ses divers supports, Locomotive et wagon de fret, Gare ferroviaire et plateforme de chargement (de solide et fluide), Rails et signaux, Tremplin et coussin d'attérissage, Portail Principal, Portail Secondaire | Hypertube et ses divers supports, Locomotive et wagon de fret, Gare ferroviaire et plateforme de chargement (de solide et fluide), Rails et signaux, Tremplin et coussin d'attérissage, Portail Principal, Portail Secondaire | Hypertube et ses divers supports, Locomotive et wagon de fret, Gare ferroviaire et plateforme de chargement (de solide et fluide), Rails et signaux, Tremplin et coussin d'attérissage, Portail Principal, Portail Secondaire | Hypertube et ses divers supports, Locomotive et wagon de fret, Gare ferroviaire et plateforme de chargement (de solide et fluide), Rails et signaux, Tremplin et coussin d'attérissage, Portail Principal, Portail Secondaire | Hypertube et ses divers supports, Locomotive et wagon de fret, Gare ferroviaire et plateforme de chargement (de solide et fluide), Rails et signaux, Tremplin et coussin d'attérissage, Portail Principal, Portail Secondaire | Hypertube et ses divers supports, Locomotive et wagon de fret, Gare ferroviaire et plateforme de chargement (de solide et fluide), Rails et signaux, Tremplin et coussin d'attérissage, Portail Principal, Portail Secondaire |
| Fondations (de différentes hauteurs) | Fondations (de différentes hauteurs) | Fondations (de différentes hauteurs) | Fondations (de différentes hauteurs) | Fondations (de différentes hauteurs) | Fondations pleines, Rampes (droites et inverses) | Fondations pleines, Rampes (droites et inverses) | Fondations pleines, Rampes (droites et inverses) | Fondations pleines, Rampes (droites et inverses) | Fondations pleines, Rampes (droites et inverses) | Fondations pleines, Rampes (droites et inverses) | Fondations pleines, Rampes (droites et inverses) | Fondations pleines, Rampes (droites et inverses) | Fondations pleines, Rampes (droites et inverses) | Fondations pleines, Rampes (droites et inverses) | Fondations pleines, Rampes (droites et inverses) | Fondations pleines, Rampes (droites et inverses) | Fondations pleines, Rampes (droites et inverses) | Fondations pleines, Rampes (droites et inverses) | Fondations pleines, Rampes (droites et inverses) | Fondations pleines, Rampes (droites et inverses) | Fondations pleines, Rampes (droites et inverses) | Fondations pleines, Rampes (droites et inverses) | Fondations pleines, Rampes (droites et inverses) | Fondations pleines, Rampes (droites et inverses) | Fondations pleines, Rampes (droites et inverses) | Fondations pleines, Rampes (droites et inverses) | Fondations pleines, Rampes (droites et inverses) | Fondations pleines, Rampes (droites et inverses) | Fondations pleines, Rampes (droites et inverses) |
| Murs (de différentes hauteurs)       | Murs (de différentes hauteurs)       | Murs (de différentes hauteurs)       | Murs (de différentes hauteurs)       | Murs (de différentes hauteurs)       | Murs classiques, inclinés, en forme de rampe et de rampe inversée, fenêtres, portes et entrées pour convoyeur | Murs classiques, inclinés, en forme de rampe et de rampe inversée, fenêtres, portes et entrées pour convoyeur | Murs classiques, inclinés, en forme de rampe et de rampe inversée, fenêtres, portes et entrées pour convoyeur | Murs classiques, inclinés, en forme de rampe et de rampe inversée, fenêtres, portes et entrées pour convoyeur | Murs classiques, inclinés, en forme de rampe et de rampe inversée, fenêtres, portes et entrées pour convoyeur | Murs classiques, inclinés, en forme de rampe et de rampe inversée, fenêtres, portes et entrées pour convoyeur | Murs classiques, inclinés, en forme de rampe et de rampe inversée, fenêtres, portes et entrées pour convoyeur | Murs classiques, inclinés, en forme de rampe et de rampe inversée, fenêtres, portes et entrées pour convoyeur | Murs classiques, inclinés, en forme de rampe et de rampe inversée, fenêtres, portes et entrées pour convoyeur | Murs classiques, inclinés, en forme de rampe et de rampe inversée, fenêtres, portes et entrées pour convoyeur | Murs classiques, inclinés, en forme de rampe et de rampe inversée, fenêtres, portes et entrées pour convoyeur | Murs classiques, inclinés, en forme de rampe et de rampe inversée, fenêtres, portes et entrées pour convoyeur | Murs classiques, inclinés, en forme de rampe et de rampe inversée, fenêtres, portes et entrées pour convoyeur | Murs classiques, inclinés, en forme de rampe et de rampe inversée, fenêtres, portes et entrées pour convoyeur | Murs classiques, inclinés, en forme de rampe et de rampe inversée, fenêtres, portes et entrées pour convoyeur | Murs classiques, inclinés, en forme de rampe et de rampe inversée, fenêtres, portes et entrées pour convoyeur | Murs classiques, inclinés, en forme de rampe et de rampe inversée, fenêtres, portes et entrées pour convoyeur | Murs classiques, inclinés, en forme de rampe et de rampe inversée, fenêtres, portes et entrées pour convoyeur | Murs classiques, inclinés, en forme de rampe et de rampe inversée, fenêtres, portes et entrées pour convoyeur | Murs classiques, inclinés, en forme de rampe et de rampe inversée, fenêtres, portes et entrées pour convoyeur | Murs classiques, inclinés, en forme de rampe et de rampe inversée, fenêtres, portes et entrées pour convoyeur | Murs classiques, inclinés, en forme de rampe et de rampe inversée, fenêtres, portes et entrées pour convoyeur | Murs classiques, inclinés, en forme de rampe et de rampe inversée, fenêtres, portes et entrées pour convoyeur | Murs classiques, inclinés, en forme de rampe et de rampe inversée, fenêtres, portes et entrées pour convoyeur | Murs classiques, inclinés, en forme de rampe et de rampe inversée, fenêtres, portes et entrées pour convoyeur |
| Architecture                         | Architecture                         | Architecture                         | Architecture                         | Architecture                         | Rassemble le reste des objets constructibles (toits, pilliers, barrières, échelles, passerelles) | Rassemble le reste des objets constructibles (toits, pilliers, barrières, échelles, passerelles) | Rassemble le reste des objets constructibles (toits, pilliers, barrières, échelles, passerelles) | Rassemble le reste des objets constructibles (toits, pilliers, barrières, échelles, passerelles) | Rassemble le reste des objets constructibles (toits, pilliers, barrières, échelles, passerelles) | Rassemble le reste des objets constructibles (toits, pilliers, barrières, échelles, passerelles) | Rassemble le reste des objets constructibles (toits, pilliers, barrières, échelles, passerelles) | Rassemble le reste des objets constructibles (toits, pilliers, barrières, échelles, passerelles) | Rassemble le reste des objets constructibles (toits, pilliers, barrières, échelles, passerelles) | Rassemble le reste des objets constructibles (toits, pilliers, barrières, échelles, passerelles) | Rassemble le reste des objets constructibles (toits, pilliers, barrières, échelles, passerelles) | Rassemble le reste des objets constructibles (toits, pilliers, barrières, échelles, passerelles) | Rassemble le reste des objets constructibles (toits, pilliers, barrières, échelles, passerelles) | Rassemble le reste des objets constructibles (toits, pilliers, barrières, échelles, passerelles) | Rassemble le reste des objets constructibles (toits, pilliers, barrières, échelles, passerelles) | Rassemble le reste des objets constructibles (toits, pilliers, barrières, échelles, passerelles) | Rassemble le reste des objets constructibles (toits, pilliers, barrières, échelles, passerelles) | Rassemble le reste des objets constructibles (toits, pilliers, barrières, échelles, passerelles) | Rassemble le reste des objets constructibles (toits, pilliers, barrières, échelles, passerelles) | Rassemble le reste des objets constructibles (toits, pilliers, barrières, échelles, passerelles) | Rassemble le reste des objets constructibles (toits, pilliers, barrières, échelles, passerelles) | Rassemble le reste des objets constructibles (toits, pilliers, barrières, échelles, passerelles) | Rassemble le reste des objets constructibles (toits, pilliers, barrières, échelles, passerelles) | Rassemble le reste des objets constructibles (toits, pilliers, barrières, échelles, passerelles) | Rassemble le reste des objets constructibles (toits, pilliers, barrières, échelles, passerelles) |

## Développement
Les développeurs ont décidé de rendre publiques deux versions à la fois disponibles sur l'Epic Games Store et Steam : une version Early Access et une version Expérimentale. Les dates de sortie du jeu sur ces deux plateformes sont cependant différentes et respectivement datés du 19 mars 2019 et du 8 juin 2020.
La version Early Access est la version grand public. Il s'agit d'une version béta avant la sortie finale du jeu. C'est une version assez stable.
La version Expérimentale est une version de développement que les développeurs mettent à disposition des joueurs afin de tester les nouveautés avant l'ajout à la version Early Access. Cette version sert de version alpha à grande échelle. Elle permet aux joueurs de tester et découvrir des nouveautés, de découvrir et de faire remonter les bugs trouvés à l'équipe de développement.
A la fin du trailer de présentation de la 1.0 du jeu,on aperçoit la mention « console soon » que l’on peut traduire par une sortie sur "console prochainement" 
Depuis sa publication le jeu connait plusieurs changements :
|                           | Nom (anglais)         | Date de sortie       | Date de sortie    | Date de sortie    | Détails de la mise à jour |
| Version Expérimentale     | Nom (anglais)         | Version Early Access | Version finale    |                   | Détails de la mise à jour |
| ------------------------- | --------------------- | -------------------- | ----------------- | ----------------- | --- |
| Sortie du jeu (Patch 0.1) | Satisfactory          | 19 mars 2019         | 19 mars 2019      |                   | Lors de l'E3 2018, Coffee Stain Studios présente Satisfactory dans une bande annonce. Le studio sort le jeu sur l'Epic Games Store en accès anticipé. |
| Update 1 (Patch 0.1.5)    | Conveyor Lifts        | 30 avril 2019        | 30 avril 2019     |                   | La mise à jour ajoute 2 nouveaux minéraux (le quartz et le soufre) et de leurs produits transformés. Elle améliore l'exploration avec un nouveau véhicule : l'explorateur et avec l'ajout de la tour radar, du fusil automatique et des explosifs Nobelisk. Mais les nouveautés majeures de cette update sont les convoyeurs verticaux.                                                                                                  |
| Update 2                  | Trains & Nuclear      | 13 juin 2019         | 13 juin 2019      |                   | L'update 2 amène l'ajout du train et modifie certains biomes. Elle rajoute aussi un 7ème palier donnant accès à la centrale nucléaire et à l'aluminium qui sont deux nouveautés. |
| Update 3 (Patch 0.3.3.3)  | Pipes                 | 11 février 2020      | 11 mars 2020      |                   | Elle est accompagnée d'une bande annonce. La mise à jour ajoute les fluides, de nouveaux bâtiments pour les traiter et un système de déplacement rapide appelé hypertube. Un système de magasin est aussi disponible pour la personnalisation des constructions. Il s'agit de la plus grosse mise à jour du jeu depuis sa sortie. Lors de cette update, Coffee Stain Studios annonce que le jeu sera prochainement disponible sur Steam. |
| Update 4 (Patch 0.4.1.0)  | Drones                | 16 mars 2021         | 13 avril 2021     |                   | Elle ajoute les drones et la possibilité qu'ils transportent des produits. Elle ajoute aussi un palier et des nouveaux bâtiments : le mélangeur, l'accélérateur de particule, l'interrupteur ainsi que des lumières. |
| Update 5 (Patch 0.5.1.0)  | A fresh coat of Paint | 26 octobre 2021      | 23 novembre 2021  |                   | L'update 5 ajoute les écrans, des nouvelles pièces cosmétiques, un système de signal des trains et le monde est très legerement modifié. |
| Update 6                  | Exploration           | 15 juin 2022         | 20 septembre 2022 |                   | L'update 6 est une mise à jour axée sur l'exploration avec une refonde des biome Spire Coast et du Marais. Cette mise à jour apporte un nouvel IA à la faune, des changements dans la progression, l'ajout de nouvelles places d'équipements, des nouveaux systèmes d'armements entre autres Deux vidéos YouTube sur la chaine Coffee Stain Studios montre le nouveau style du biome,.                                                   |
| Update 7                  | Blueprints            | 15 novembre 2022     | 6 décembre 2022   |                   | L'update 7 est une mise à jour axée sur les plans et les modes de jeu. La mise à jour contient des nouvelles constructions, deux nouveaux modes de jeu (passif et représailles) et des changements au niveau de l'overclocking. |
| Update 8                  | (Aucun)               | 13 juin 2023         | 14 novembre 2023  |                   | L'update 8 met à jour le moteur du jeu qui tourne désormais sur Unreal Engine 5 permettant d'améliorer les effets de lumière, l'atmosphère et améliore les graphismes du jeu ainsi que sa physique. Cette mise à jour apporte également des améliorations sur les blueprints et différents bâtiments. |
| 1.0                       | (Aucun)               |                      |                   | 10 septembre 2024 | La version 1.0 met le jeu en version finale et signe la fin de la version stable. Cette version apporte une histoire qui conduira à la fin du jeu, un nouveau palier (Palier 9), de nouvelles machines, une personnalisation du personnage, les succès sur Steam et Epic Games, une stabilité multijoueur et serveurs dédiés et des changements de recettes.                                                                             |
| 1.1                       | (Aucun)               |                      |                   | 10 juin 2025      | La version 1.1 ajoute entre autre des ascenseurs, des séparateurs d'hypertube, des signalisations pour les trains... |

## Accueil

### Critiques
Satisfactory a globalement été très bien accueilli par les joueurs et la presse, mais il a également fait l'objet de quelques critiques. L'un des points récurrents concerne l'absence d'un scénario ou d'une narration forte, ce qui peut donner une impression de répétitivité après de longues sessions de jeu. Certains joueurs ont également pointé du doigt une certaine complexité dans l'interface utilisateur et les mécanismes de construction à grande échelle, qui peuvent devenir difficiles à gérer avec l'augmentation des usines.
Depuis la sortie en version 1.0, le studio, à l'écoute de la communauté, a résolu les différents soucis et optimisé le jeu.
Sur Steam, les évaluations sont extrêmement positives (pour 160 534 évaluations).

### Récompenses
En novembre 2024, Satisfactory remporte le titre du jeu PC de l'année aux Golden Joystick Awards.

### Ventes
Satisfactory dépasse les 500 000 copies vendues en juin 2019, soit 3 mois après sa sortie.
Le 3 juillet 2020, soit 1 an après la sortie du jeu, l'équipe de communication de Coffee Stain dévoile les nouveaux chiffres de Satisfactory à la suite de sa sortie sur Steam. Il fait état de 1 326 518 copies sur PC, avec 958 917 exemplaires vendus sur l'Epic Games Store et 367 601 exemplaires 1 mois après sa sortie sur Steam.
En décembre 2023, lors d'une vidéo de Noël de Coffee Stain Studio, le community manager annonce que Satisfactory a dépassé les 5,5 millions de ventes.
Le 15 septembre 2024, quelques jours suivant la sortie de la 1.0, Satisfactory atteint 186,158 joueurs simultanés.